# Hirvijärvi (sjö i Jalasjärvi, Södra Österbotten)
Hirvijärvi är en sjö i kommunen Jalasjärvi i landskapet Södra Österbotten i Finland. Sjön ligger 84,1 meter över havet. Den är 2,59 meter djup. Arean är 96 hektar och strandlinjen är 7,37 kilometer lång. Sjön  ingår i Kyro älvs huvudavrinningsområde.   Den ligger omkring 35 kilometer söder om Seinäjoki och omkring 280 kilometer norr om Helsingfors. 